# 宇喜多秀保
宇喜多 秀保（うきた ひでやす）は、江戸時代中期の人物。宇喜多秀親の嫡男。母は地役人菊池正武の娘イクノ。

## 生涯
宝永3年（1706年）、八丈島に配流された大名・宇喜多氏の嫡家（宇喜多孫九郎家）の嫡男として生まれる。
父秀親の没後、家督を継承。
百姓庄之助の娘マスを娶り、娘ユワ（岩）をもうけるも離縁。その後、社務奥山正能の娘マスを娶り、嫡男孫助（孫九郎）をもうける。
孫助の夭逝により、浮田秀真の長男秀徳を婿養子に迎える。
寛保3年（1743年）2月3日死去、享年38。